# 音質

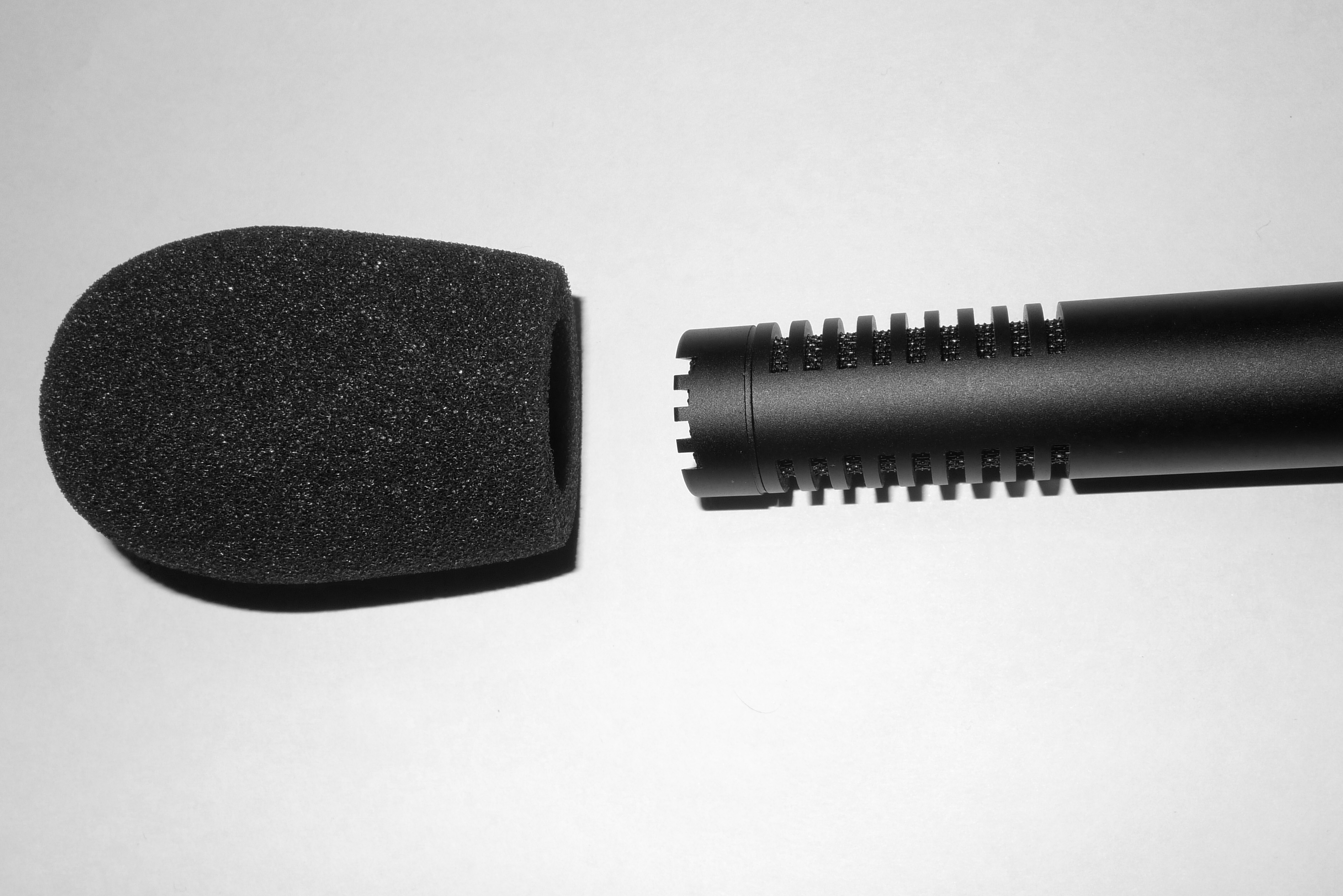
麦克风罩有时也用来减少风的噪音，改善音质。

音质通常是人們对电子设备输出的音频的准确性、保真度或清晰度的评估。音質可以客观地测量，例如使用工具来衡量電子设备能否能準確地重现原始声音；也可以主观地测量，例如人类憑聽覺对電子設備發出的声音做出評價。
音质取决于多个因素，如制造其的设备、对录音进行的处理，播放设备及听觉环境等等。音频均衡、动态范围压缩或环绕音处理等过程都会使音频发生很大变化，但听众可能会觉得处理后的音频更令人满意。
对特定电子设备，如扬声器、麦克风、放大器或耳机，音质通常指播放音频的准确性，高音质设备可以提供更准确的再现。在进行母带处理等音频处理时，绝对的准确性则成了次要的。进行现场录制时，音质可能指充分利用室内声学，以最佳方式排布麦克风位置。

## 数字音频
数字音频有多种储存格式。最简单的格式是未压缩的脉冲编码调制（PCM），其中音频被存储为一系列量化的音频采样，有一定时间间隔。由于样本在时间上十分接近，所以可以再现很高频的声音。根据采样定理，任何受带宽B限制的信号（不含纯正弦成分）都能用每秒超过2B个样本完全重现 （页面存档备份，存于）模拟信号。例如，人耳带宽介于0至20kHz，那么音频采样必须高于40kHz。由于要过滤掉转换为模拟信号产生的超声波，所以在实践中所用的采样率稍高：44.1kHz（CD）、48kHz（DVD）。
PCM中，每个音频样本以有限精度描述了某一时刻的声压。有限的精度导致量化误差，以噪音的形式出现在录音中。要减少量化噪声，可以采用更高的采样精度，但要牺牲更大的样本（参见位深度 (音频)）。样本数据每增加1比特，量化噪声就减少约6dB。例如，CD音频采样精度为16bit/样本，因此会有低于最大可能声压级的约96dB的量化噪声（全带宽上加总时）。
储存PCM所需空间取决于样本比特数、每秒采样数和通道数。例如，对于每秒采样44100次、16bit/采样、双通道的CD音频，每秒需要1,411,200 bit。这个空间可以通过数据压缩大大减少：音频样本经过无损编码器处理，将重复或多余的样本打包成更有效率的储存形式，在不丢失信息的前提下压缩音频信号。之后，无损解码器会在不改变音质的前提下重新解码出原始的PCM。无损音频压缩通常可使文件大小减小30-50%，常用编解码器有FLAC、ALAC、Monkey's Audio等。
有损音频压缩可以进一步压缩音频，如MP3、Vorbis或AAC。有损压缩会利用心理声学减少人耳难以察觉的精度细节，大大减小文件大小，可以减少到原文件的25-5%。